# Gang Jönssona
Gang Jönssona (szw. Jönssonligans största kupp) – szwedzko-polska komedia kryminalna z 1995 roku w reżyserii Hansa Åke Gabrielssona. Jest to jedna z części cyklu filmowego o Jönssonie i jego gangu.

## Obsada
- Ulf Brunnberg jako Ragnar Vanheden
- Bjorn Gustafson jako Dynamit-Harry
- Per Grundén jako Morgan Wall-Enberg
- Stellan Skarsgård jako Herman Melvin
- Lars Göran Persson jako Mafiozo
- Stanisław Brosowski jako Dyrektor Banku Szwedzkiego
- Maciej Kozłowski jako Ritzie
- Michał Banach jako Mc Freak